# Hyaloctoides sokotrensis
Hyaloctoides sokotrensis är en tvåvingeart som först beskrevs av Erich Martin Hering 1939.  Hyaloctoides sokotrensis ingår i släktet Hyaloctoides och familjen borrflugor. Inga underarter finns listade i Catalogue of Life.